# Frank Foley (homme politique)
Pour les articles homonymes, voir Frank Foley et Foley.
Franklin Edward "Frank" Foley (1er avril 1922-8 octobre 1981) est enseignant et un homme politique provincial canadien de la Saskatchewan. Il représente la circonscription de Turtleford à titre de député du Parti libéral de la Saskatchewan de 1956 à 1960 et de 1961 à 1964.

## Biographie
Né à Saskatoon, Foley étudie à Marsden (en), au St. Thomas College de Battleford et au Teaucher's College de Moose Jaw. Pendant la Seconde Guerre mondiale, il sert dans l'Aviation royale canadienne. Après la guerre, il obtient un baccalauréat en éducation de l'Université de la Saskatchewan en 1951. Directeur de l'école secondaire de Glaslyn (en).

## Carrière politique
Élu en 1956, il se présente sans succès à la chefferie du Parti libéral en 1959. Défait en 1960, il parvient à être réélu lors de l'élection partielle déclenchée en raison de l'annulation de l'élection générale précédente en 1961. Défait en 1964, il sert ensuite comme superintendant de la l'école de Kerrobert.